# Неф, Соня
Соня Неф (нем. Sonja Nef; род. 19 апреля 1972, Аппенцелль-Аусерроден) — швейцарская горнолыжница, выступавшая за сборную Швейцарии с 1993 по 2006 год. Будучи специалисткой по гигантскому слалому, в этой дисциплине дважды выигрывала Кубок мира (2001, 2002), получила золотую медаль на чемпионате мира 2001 года и бронзовую на зимних Олимпийских играх в Солт-Лейк-Сити (2002). В общей сложности на этапах Кубка мира побеждала 15 раз (13 — гигантский слалом, 2 — слалом). В 2001 году была признана в Швейцарии лучшей спортсменкой года.
21 февраля 2006 года заявила, что завершает спортивную карьеру из-за травмы бедра, из-за которой не смогла принять участие в зимних Олимпийских играх в Турине.